# Pelidnota villavicencioensis
Pelidnota villavicencioensis är en skalbaggsart som beskrevs av Soula 2010. Pelidnota villavicencioensis ingår i släktet Pelidnota och familjen Rutelidae. Inga underarter finns listade i Catalogue of Life.